# Дорогин, Валерий Фёдорович
Валерий Фёдорович Дорогин (род. 13 апреля 1946, Павлодар, Казахская ССР) — российский военачальник, вице-адмирал (15.11.1996). Депутат Государственной Думы РФ третьего созыва (2000—2004).

## Биография
Родился 13 апреля 1946 в г. Павлодаре Казахской ССР, русский.
По окончании 7 классов средней школы поступил в музыкальное училище им. П. И. Чайковского в Павлодаре.
В 1965 окончил Омское речное училище. Работал вторым помощником механика парохода Балтийский-147 Иртышского речного пароходства.
В 1970 — окончил Тихоокеанское высшее военно-морское училище во Владивостоке.
В 1976 — Высшие офицерские классы, в 1984 — Военно-морскую Академию, в 1989 — Академию Генерального Штаба.
26 марта 2000 был избран депутатом Государственной Думы РФ третьего созыва. Являлся членом Комиссии Государственной Думы по вопросам выполнения договора между Российской Федерацией и Соединенными Штатами Америки о дальнейшем сокращении и ограничении стратегических наступательных вооружений (Договор СНВ-2), Договора между Союзом Советских Социалистических Республик и Соединенными Штатами Америки об ограничении систем противоракетной обороны от 26 мая 1972 года (Договор по ПРО), Договора о всеобъемлющем запрещении ядерных испытаний (ДВЗЯИ) и заключения нового договора о дальнейшем сокращении и ограничении стратегических наступательных вооружений (Договор СНВ-3); вошел в число руководителей созданного в мае 2001 г. межфракционного депутатского объединения «Евразия».
Был заместителем председателя комиссии по расследованию причин гибели атомной подводной лодки «Курск».
23 февраля 2014 года общим собранием «Клуба адмиралов» избран первым заместителем председателя.
Женат. Имеет двоих сыновей.

## Военная служба
На военной службе с 1965 года.
Служил на атомных подводных лодках Тихоокеанского флота Службу пр.675, 675мк, 670.
В 1979 был назначен командиром атомной подводной лодки.
С 1984 — заместитель командира 10-й дивизии атомных подводных лодок.
С 1989 — командир 10-й дивизии 2-й флотилии атомных подводных лодок.
С 1991 служил на Камчатской военной флотилии разнородных сил, занимая должности первого заместителя командующего, начальника штаба.
С 1995 по 1998 — командующий Камчатской военной флотилии разнородных сил.
В 1998 был назначен командующим войсками и силами Северо-Востока РФ.
Воинское звание — вице-адмирал.
Награждён 2 орденами и 12 медалями.
С 23 августа 2004 г. — в запасе.
С 2006 г. — научный сотрудник Центра перспективных программ ВМФ Главного Штаба ВМФ.

## Награды
- Орден «За службу Родине в ВС СССР» 3-й степени
- Орден «За военные заслуги» (1999)
- Орден «Святого Даниила Князя Московского» 2-й степени
- медали